# Trygg Trafikk
Trygg Trafikk är en trafiksäkerhetsorganisation i Norge. Organisationen bildades den 1 juni 1956. Trygg Trafikk är med i Nordiska Trafiksäkerhetsrådet.

### Fotnoter
1. ↑  ”Trygg Trafikks historie”. Trygg Trafikk. Arkiverad från originalet den 29 september 2017. https://web.archive.org/web/20170929091518/https://www.tryggtrafikk.no/om-oss/650-2/. Läst 28 september 2017.